# Farnakes I av Pontus
Farnakes I av Pontus, död efter 170 f.Kr., var regerande kung av Pontus mellan 190 f.Kr. och 155 f. Kr.
Årtalen för hans regeringstid är inte helt bekräftade. Han annekterade år 183 stadsstaten Sinope, som länge varit eftertraktad av Pontus. 
År 181 anföll han Galatien och kom då i krig med både Kappadokien och Pergamon. Han tvingades slutligen år 179 ge upp och dra tillbaka sina styrkor från Galatien. 
Det är känt att han fortfarande satt på tronen år 170; han kan inte ha regerat längre än år 155, eftersom hans bror är bekräftad som kung året därpå.